# Festa di san Giorgio a Ragusa
La festa di san Giorgio è una festa religiosa che si tiene a Ragusa Ibla durante l'ultima domenica di maggio. 
La festa tuttavia non si svolge il 23 aprile, ovvero il giorno in cui si ricorda san Giorgio.